# V. Volodarskij
V. Volodarskij (rusky В. Володарский, narozen jako Moisej Markovič Goldštejn (Моисей Маркович Гольдштейн); 11. prosince 1891, Ostropol – 20. června 1918, Petrohrad), byl ruský revolucionář a politik.

## Život
Vladimir Volodarskij se narodil v Ostropolu v židovské rodině. Za revoluce v roce 1905 působil v Litvě, Polsku a Rusku. Po porážce revoluce se Volodarskij připojil k menševikům.
V roce 1911 byl deportován do Archangelsku, roku 1913 však byl amnestován a emigroval do Spojených států. Během první světové války se Volodarskij začal menševikům vzdalovat. V roce 1916 začal přispívat do novin Novyj Mir.
V roce 1917 se Volodarskij vrátil do Ruska, připojil se k Mežrajoncům a byl zvolen do Petrohradského sovětu. V srpnu téhož roku se připojil k bolševikům.
Volodarskij nebyl spolu s Grigorijem Zinověvem a Lvem Kameněvem velkým zastáncem říjnové revoluce. I přesto se však Volodarskému podařilo získat kontrolu nad některými novinami.
Volodarskij byl dne 20. června 1918 zastřelen Grigorijem Semjonovem, členem strany Eserů, během cesty do Petrohradského sovětu.
Je po něm pojmenováno město Volodarsk v Nižněnovgorodské oblasti v Rusku.